# Escampadora de fems

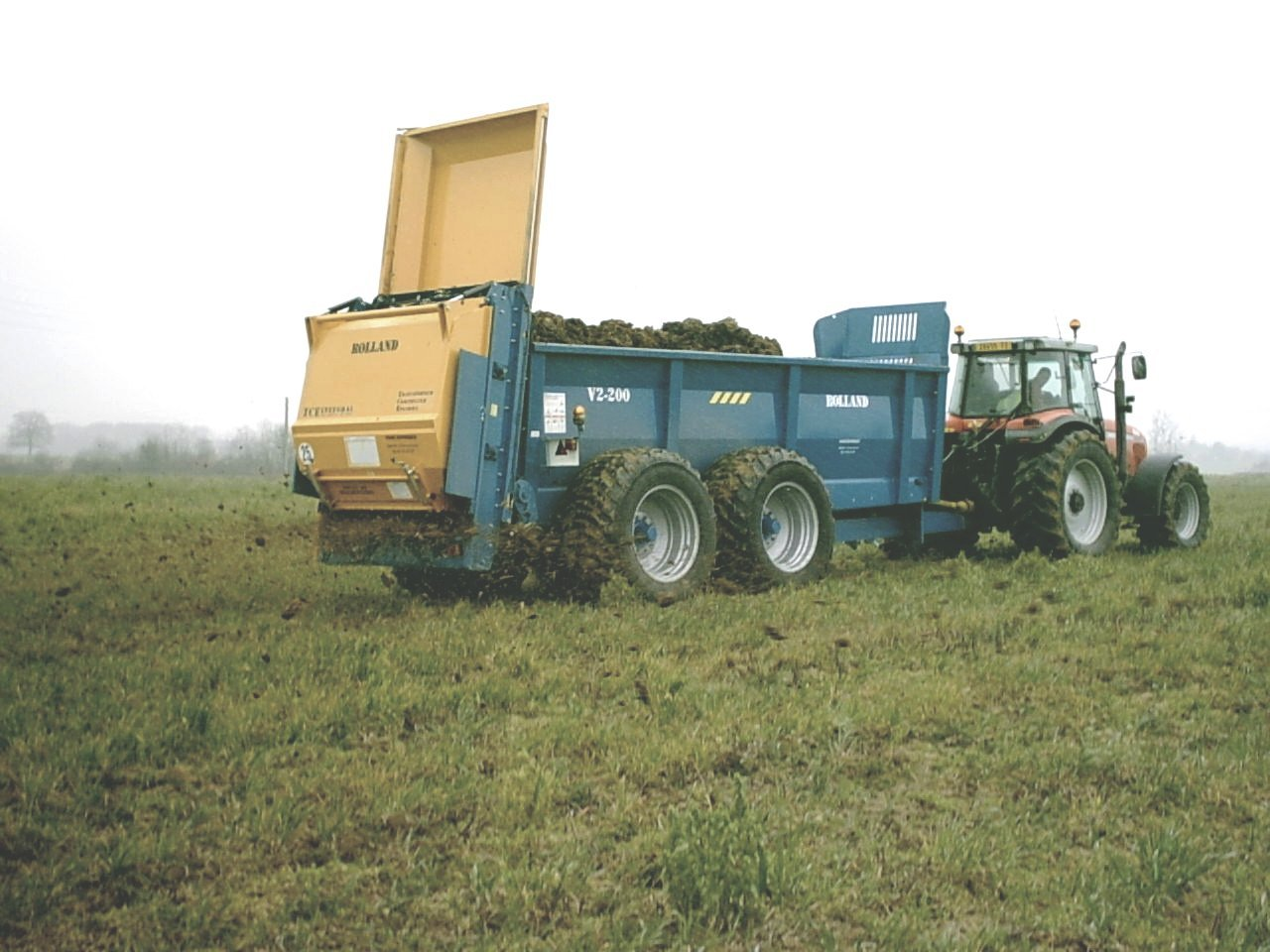
Una escampadora de fems moderna

Una escampadora de fems és una màquina agrícola que es fa servir per distribuir fems sobre un camp com a fertilitzant del sòl. Una escampadora de fems moderna consisteix en un remolc que va darrere del tractor amb un mecanisme rotatori dirigit per la presa de força del tractor. A Amèrica del nord també són comuns els escampadors de fems muntats en un camió.

## Operació
Els primers escampadors de fems eren moguts per cavalls o grups de cavalls. Actualment hi ha també petites escampadores de fems que es poden accionar per un tractor de jardineria o per un vehicle tot terreny. Recentment també s'han desenvolupat noves versions d'escampadores, per exemple, accionades hidràulicament.

## Història
La primera escampadora automàtica plenament operativa va ser dissenyada per Joseph Kemp l'any 1875 qui va fundar l'empresa J.S. Kemp Manufacturing Co. a l'estat de Nova York als Estats Units. El 1906 va vendre el seu disseny a l'empresa International Harvester
Joseph Oppenheim de Maria Stein, Ohio va ser l'inventor del sistema d'estendre els fems àmpliament (widespreading manure spreader)
Oppenheim, era un mestre d'escola en un poble i el preocupave que els nois de l'escola sovint deixaven d'assitir a classe perquè feien la feina d'escampar i carregar fems manualment, i per això, inventà aquest sistema d'escampar fems automàticament. El 18 d'octubre de 1899, Oppenheim començà a produir la maquinària amb el seu sistema que va anomenar comercialment "New Idea".